# Rotin
Taxons concernés
- Famille :
  - Arecaceae (ou Arécacées)
- Genres :
  - Calamus
  - Daemonoropsmodifier

Rotin est un nom vernaculaire ambigu donné en français à plusieurs palmiers des genres Calamus et Daemonorops. 
Voir l'article Calamus (plante) pour plus de détails.

## Description

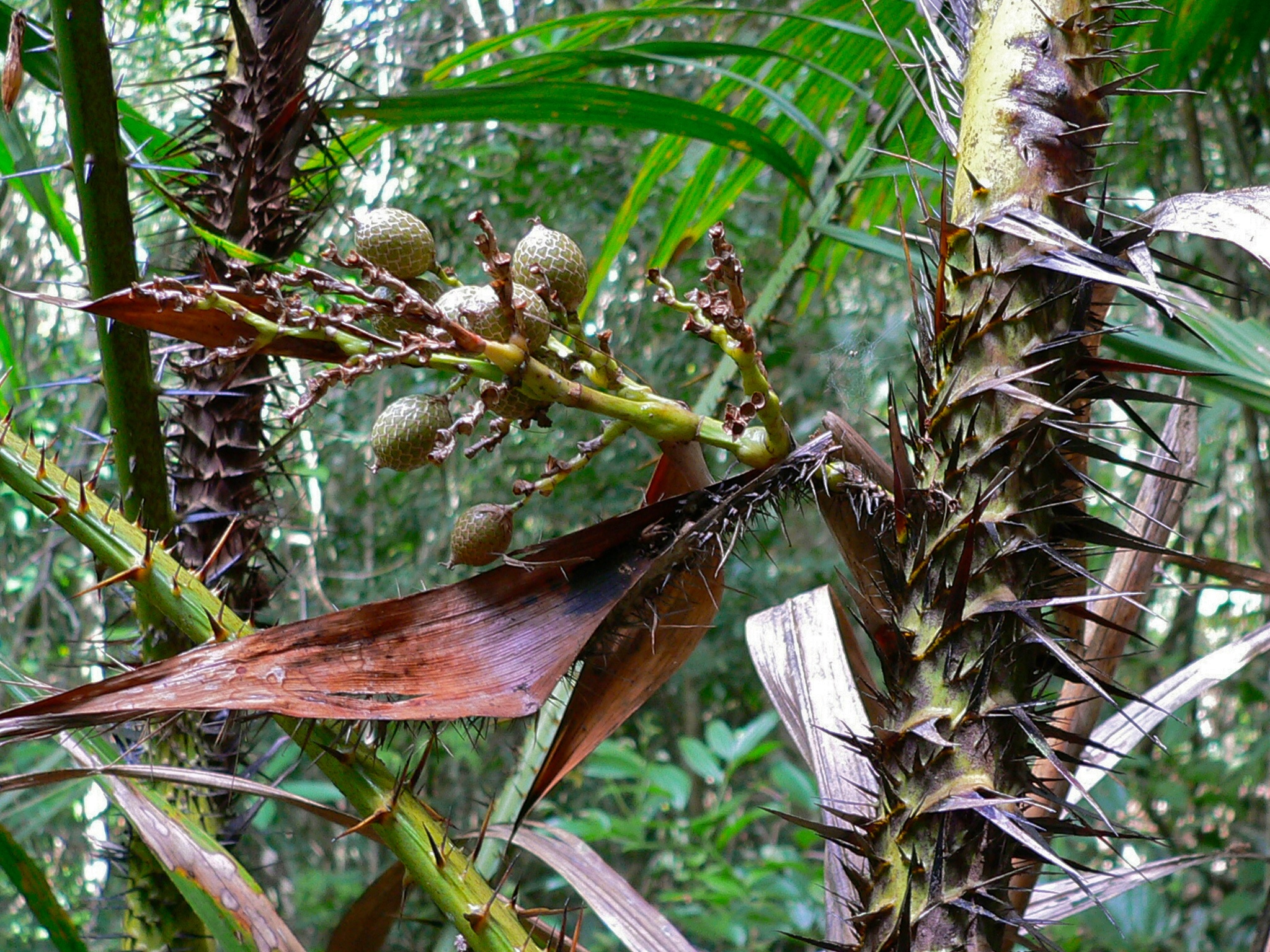
Calamus rotang, parc national de Khao Yai, Thaïlande

Le rotin est un palmier à lianes ayant des épines et qui possède au bout de ses feuilles un flagelle dont les crochets lui permettent de ramper sur les arbres.

## Utilisation
Ils fournissent un matériau très utilisé en vannerie (cannage, fabrication de meubles). Les artisans qui travaillent le rotin sont appelés rotiniers. 

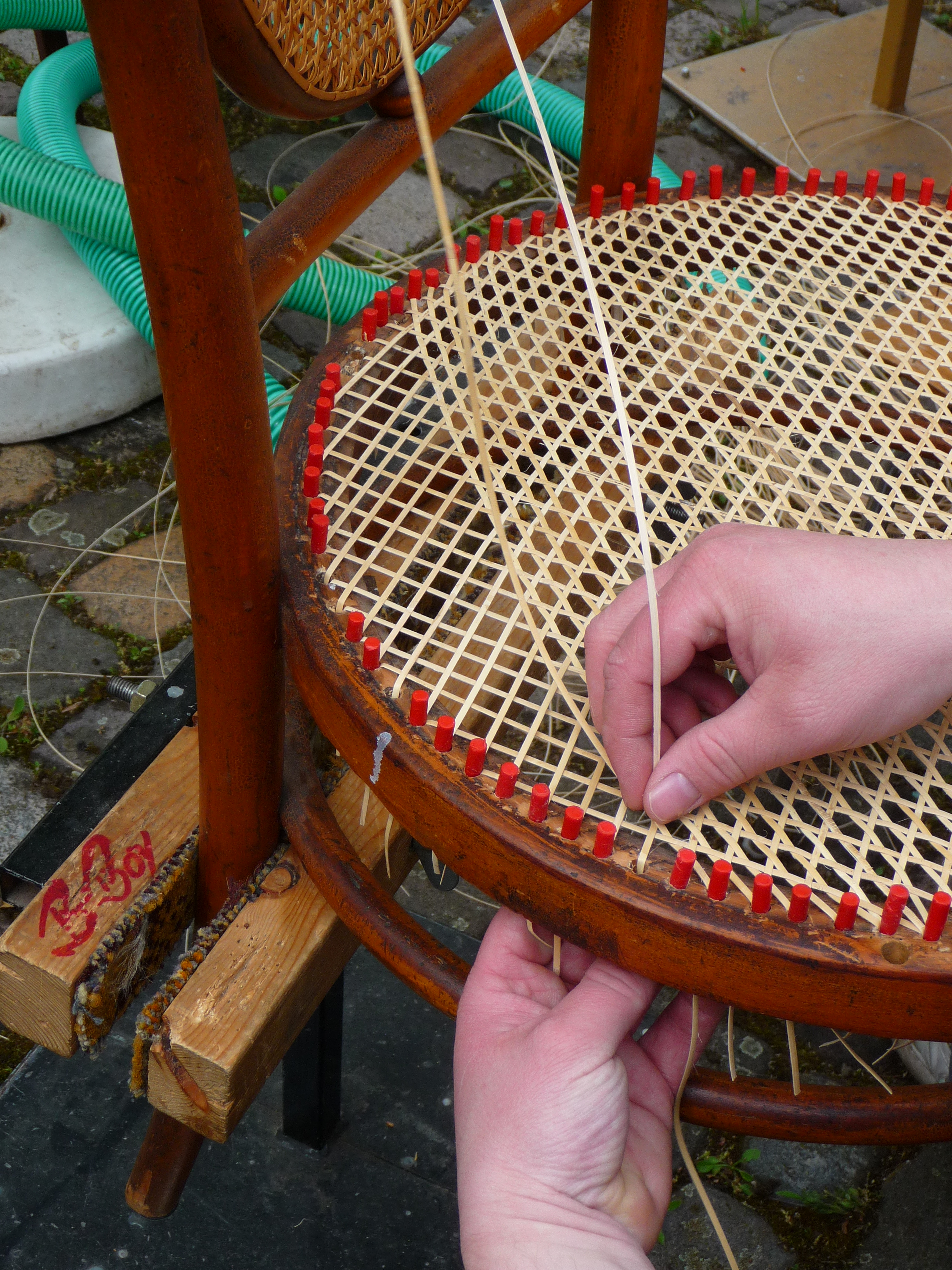
Cannage d'une chaise
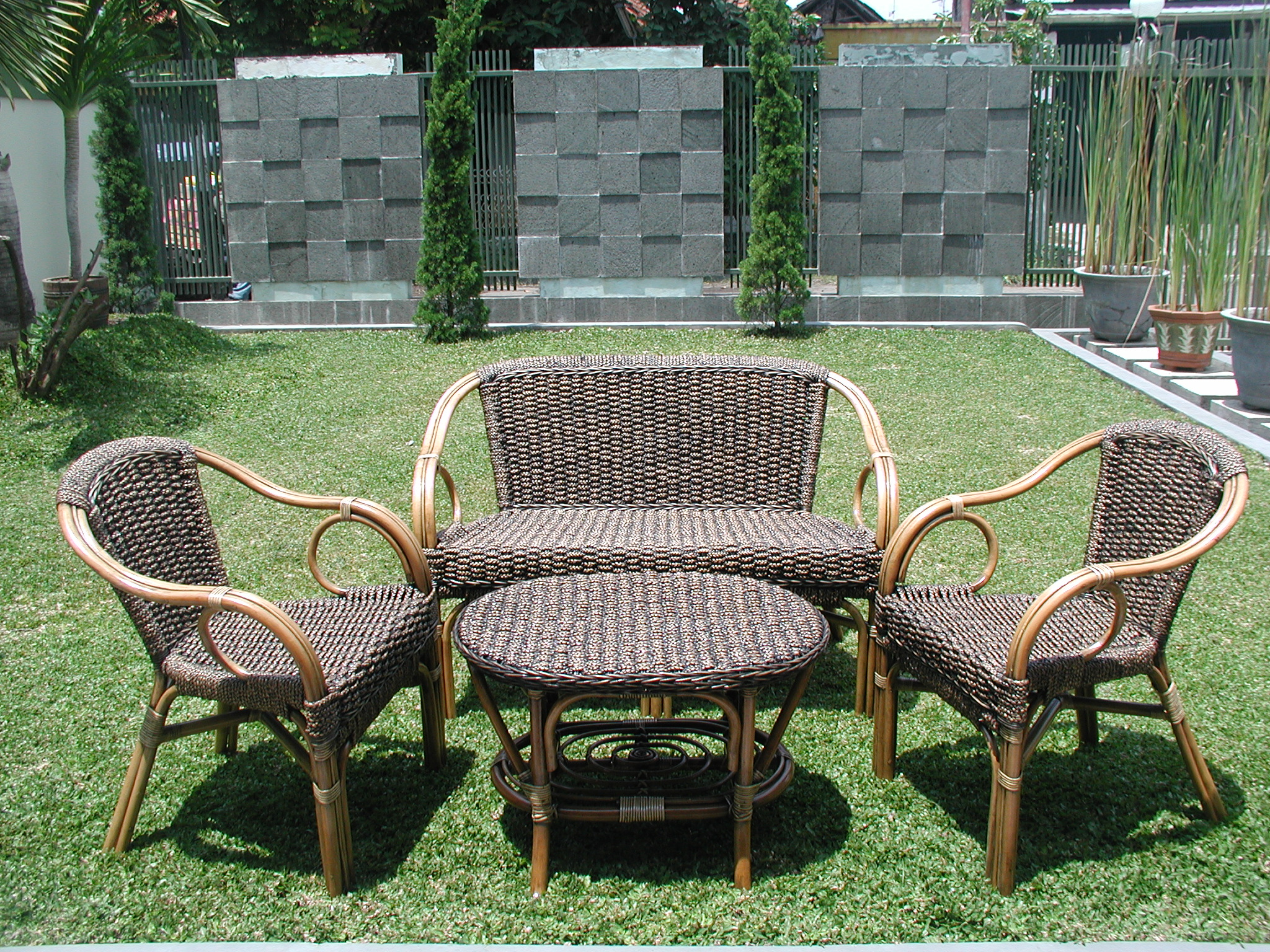
Salon en rotin
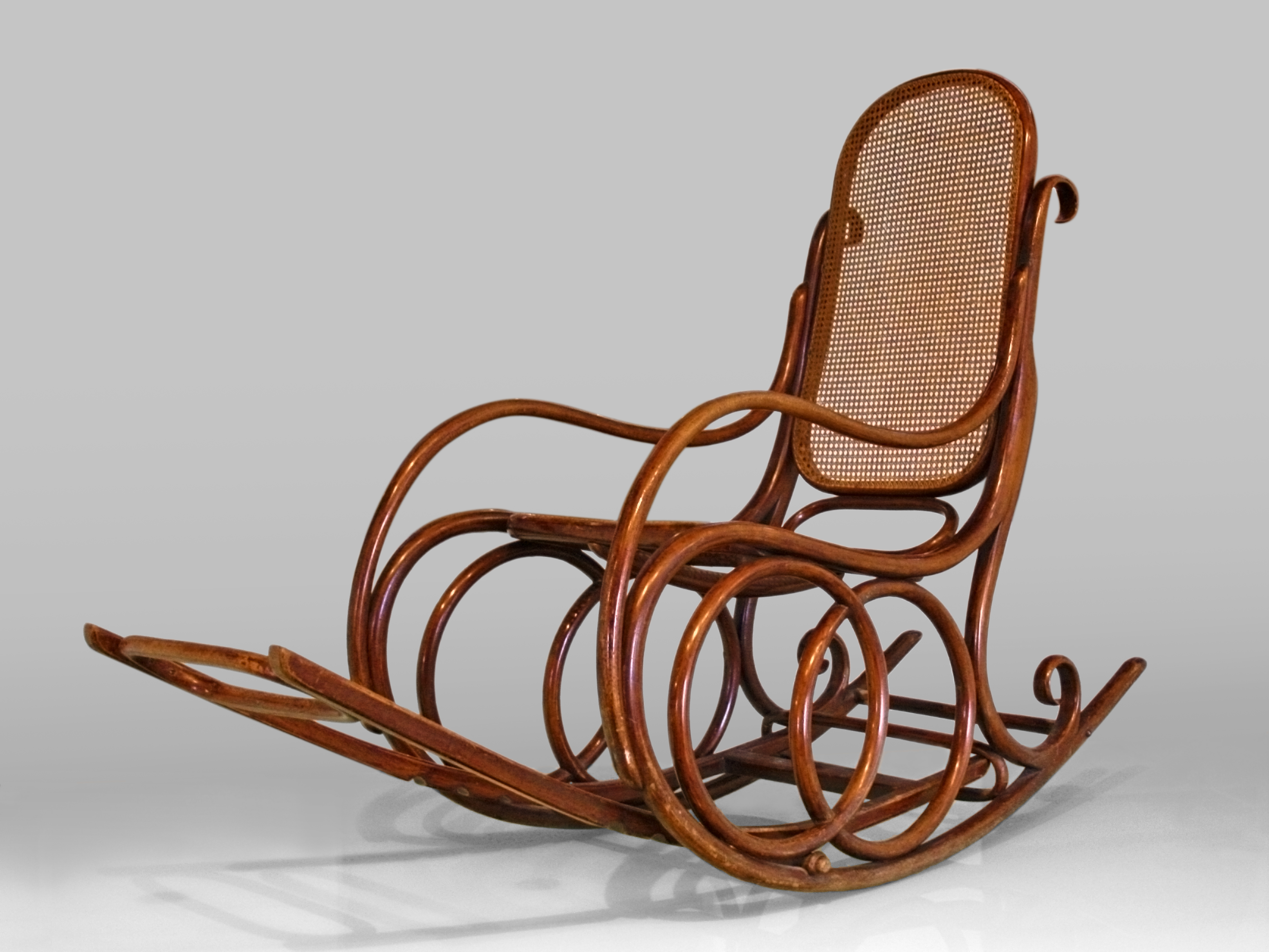
Rocking-chair à dossier de rotin
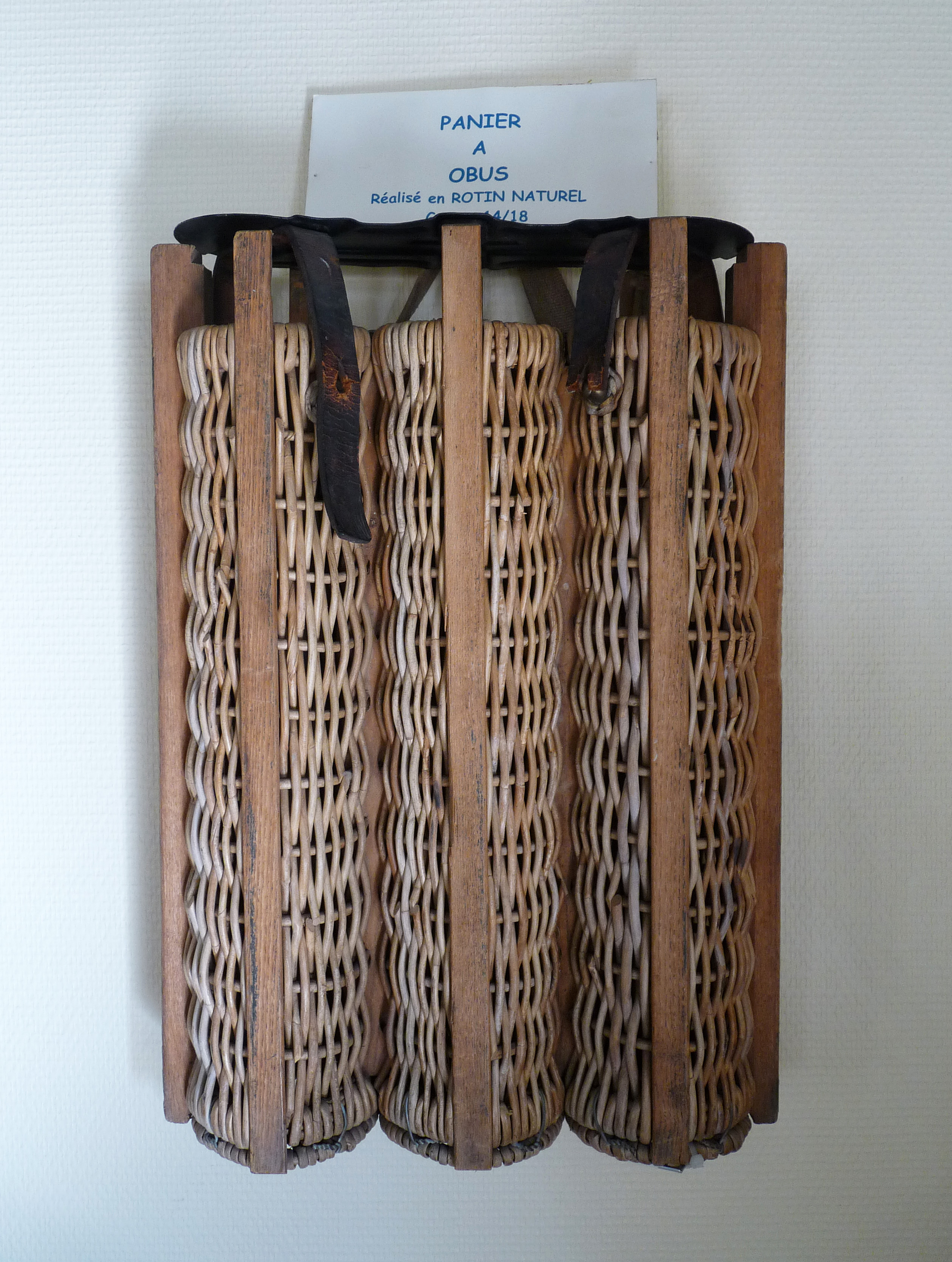
Panier à obus de la Première Guerre mondiale
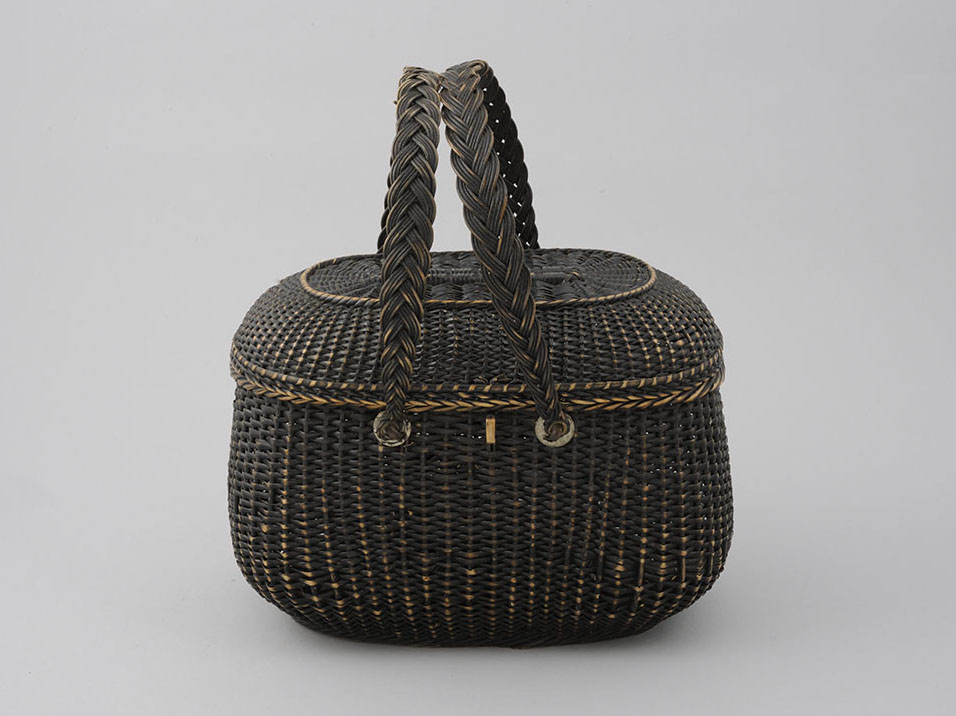
Panier en rotin coloré noir
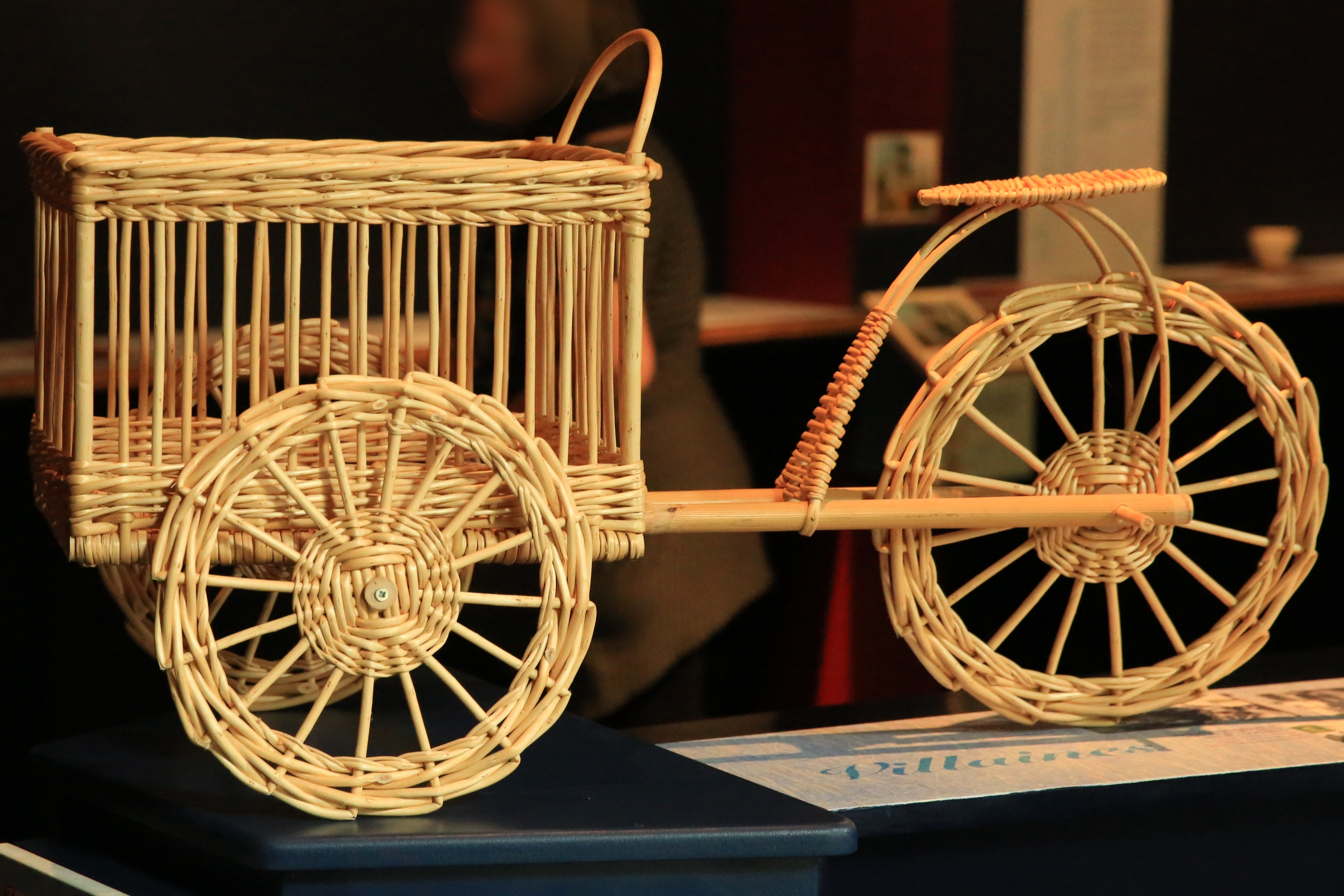
Modèle réduit de tricycle en rotin

Certins rotins provenant de Daemonorops et de Calamus (plante) sont aussi utilisés traditionnellement pour faire des cordes pour les arcs musicaux.